# 小宮山悟
小宮山 悟（こみやま さとる、 1965年9月15日 - ）は、千葉県柏市出身の元プロ野球選手（投手）、野球解説者、野球評論家、早稲田大学野球部監督。日本ソックモンキー有限責任事業組合理事、日本プロサッカーリーグ（Jリーグ）理事（非常勤）。

## 概要
投手として千葉ロッテマリーンズでは1度のリーグ優勝、1度の日本シリーズ優勝に貢献している。個人ではNPBで合計1個のタイトルを獲得している。
制球力が非常に高いことから「投げる精密機械」、「ミスターコントロール」などと呼ばれた。風避けのアイウェアと独特のセットポジションが特徴。魔球と呼ばれた新球種「シェイク」の開発者。
上記のようにJリーグの理事を務めたりするなど、サッカー好きであり、柏レイソルサポーターとしても知られる。

## 経歴

### プロ入り前
柏市立柏第四中学校から芝浦工業大学柏高校へ進学。その頃、併願した千葉県立柏南高等学校には不合格となった。
高校時代にテレビで観た東京六大学野球に憧れ、高校の教員から早稲田大学向きだと言われたことで同校を志望。芝工大柏高校卒業後、代々木ゼミナールで2年間浪人生活を送る。浪人中は100m先の自動販売機にも原動機付自転車で行ったり、代ゼミへは定期券で通っていたことから、途中下車した街を散策するなどしていた。
早稲田大学教育学部教育学科体育学専修に入学し、野球部に入部。浪人を経験しながら1年からベンチ入り、2年の秋からエースの座に就く。3年の時に監督となった石井連藏の厳しい指導が、野球と自分自身を見つめ直す大きなきっかけになったといい、石井を人生の師であり神様のような存在と語っている。
慶應義塾大学の大森剛との対決は早慶戦の華と呼ばれ、大森は3年の春にはリーグ打率の更新、秋には2シーズン連続首位打者が期待されていたが、そのいずれも小宮山によって阻止されている。その秋の早慶戦ではチームの勝利優先のため、9回裏に大森を敬遠して勝利する。この試合は4年生のためにも絶対に勝つと誓ったマウンドであり、小宮山は敬遠をするつもりだったが、4年生が勝負を求めてくれたことに思わず涙を流した。小宮山は勝利のために嗚咽しながらも敬遠を選択するが、この出来事は慶大応援団の野次に涙を流したと、事実とは違う報道をされた。
4年次には主将を務めている。大学4年間で通算52試合に登板し20勝10敗、防御率1.85、165奪三振。なお早稲田では教職課程を取り、教員免許を持っている。
1989年のドラフト会議でロッテオリオンズ（監督：金田正一）から1位指名を受けて入団。

### ロッテ時代前期 (1990-1999)
プロ1年目の1990年は先発・リリーフでフル回転し、9月度の月間MVPを受賞。勝ち星は6勝ながら防御率はリーグ4位の3.27、チーム最多先発登板と最多投球回数を達成。チーム事情もあり、すぐにエース格となった。また、ルーキーながら日米野球の代表選手に選ばれ、後にチームメイトになるフリオ・フランコと対戦する。この年は村田兆治の引退年でもあり、同じチームで一年間様々なことを学ばせてもらい、また村田のトレーニング量の多さに驚愕したと語っている。小宮山が過去のことを振り返る際にはほぼ必ずといっていいほど、村田から受けた影響の大きさを話している。
1991年は千葉移転前のロッテ球団（オリオンズ）として最後の開幕投手を務め、シーズン初の二桁10勝を挙げる。一方で負け数も16敗リーグ最多敗戦を記録。以降、1994年まで4年連続で開幕投手を務める。また、初のオールスターゲーム出場を果たす。
1992年にロッテ球団は本拠地を川崎球場（神奈川県川崎市）から千葉マリンスタジアム（千葉県千葉市）へ移転し、球団名も「千葉ロッテマリーンズ」に改称。新監督として八木沢荘六が就任した。同シーズン、小宮山は8勝15敗と前年同様負け数が二桁に達してしまい、パ・リーグでは1972年から1973年東尾修以来となる2年連続リーグ最多敗戦投手となった(この31年後、2022-2023年に田中将大（楽天）が記録)。
1993年は開幕戦の完投勝利を皮切りに、開幕から6試合連続完投勝利というプロ野球史上初の記録を達成。4月度の月間MVPを受賞。しかし、その後は6連敗を喫して、シーズン成績は自己最多の12勝を挙げたが14敗で負け越しに終わる。
1994年は2完封するものの、勤続疲労による不調と右肘痛に悩まされ、プロ4年間で最悪の成績に終わる。早大の大先輩である広岡達朗GMから叱咤激励された。
1995年は前年とは打って変わって、プロ通算でも最高の勝率を記録し、この年のロッテ三本柱の一角を担い1990年代唯一のAクラス入りに貢献する。この年はボビー・バレンタイン監督の下でメジャー流の調整を学んだことが好成績に繋がり、投球の面白さや深さをあらためて感じたという。
江尻亮監督が就任した1996年はシーズン通して先発は担ったものの、8勝13敗と負け越し、防御率は4.54に終わる。シーズンオフの契約更改では、チーム日本人初の複数年契約を結ぶ。
近藤昭仁監督が就任した1997年は3本柱だった伊良部秀輝、エリック・ヒルマンの退団もあり、3年ぶりに開幕投手を務め、球団では村田兆治以来2人目となる無四球完封で開幕戦を勝利する。8月に3勝0敗、防御率0.77の成績で月間MVPを受賞するなど活躍し、同年はキャリアハイの防御率2.49で最優秀防御率のタイトルを獲得。10月6日の対オリックス・ブルーウェーブ戦の登板を生涯のベストピッチとしており、全ての球が寸分違わず狙ったところに行き、8回を無四球無失点（9回は抑えの河本育之に交代）、被安打2で抑えた。
1998年も開幕投手を務めた。同年チームは6月13日から7月8日まで18連敗をしたが、その『悪夢の18連敗』を翌7月9日のオリックス・ブルーウェーブ戦（グリーンスタジアム神戸）でストップさせたのは小宮山である（自身の完投勝利による連敗阻止）。奇しくもこの試合の最後の打者となったのは、前年までのチームメイトでトレードによりこの年からオリックスに移籍してきた五十嵐章人であった。なお連敗の始まりとなった6月13日の試合の敗戦投手も小宮山であり、対戦相手も同じくオリックスであった（球場は千葉マリンスタジアム）。この年は11勝12敗の成績を残したが、リーグ最多の101失点を喫した。
山本功児監督が就任した1999年は7勝に終わる。オフにFA権を行使する意向を球団に伝えたところ、同一リーグに移籍しないことを条件に、球団からはFA補償のかからない自由契約を提案される（実質戦力外通告だったと言われ、一方的に自由契約としたという意見もある）。ロッテ時代の1990年 - 1999年の10年間にプロ野球で最もアウトを取った投手であったが、一度ロッテとは袂を分かつことになった。12月にはメジャーリーグ (MLB)との交渉を開始するが好条件が得られず断念。

### 横浜時代
紆余曲折あり様々な臆測を呼んだが、メジャーリーグ移籍を視野に入れ、国内移籍ならと決めていた横浜ベイスターズに移籍する。
2000年は前半戦で8勝を挙げながらオールスター以後は勝ち星がなく、8勝11敗、防御率3.96の成績に終わる。
2001年は自身7度目の開幕投手を務め、チーム最多のシーズン12勝（自己最多タイ）を挙げ、7月に通算100勝、9月に2000投球回を達成。シーズンオフにトニー・アタナシオを代理人としてFA権を行使した。

### メジャー時代・浪人時代
2001年12月1日に、ボビー・バレンタインが監督を務めるニューヨーク・メッツと1年50万ドルで契約（2年目は球団オプション）。
2002年は「和製マダックス」と地元紙に評価され、メジャー初登板も9球で三者凡退に抑えるが、メジャーの打者のパワーに圧倒されて打ち込まれることが多くなった。ガレージのシャッターを降ろす際に右手中指を切るなどのアクシデントにも見舞われ、シーズン途中に2度にわたってマイナーリーグ (3A)に降格したほか、恩人のバレンタインも同年限りで監督を更迭された。同年は25試合に登板したものの、全て中継ぎ登板で0勝3敗・防御率は5.61の成績に終わり、メッツは翌年の契約を締結しなかった。本人は「メジャーリーグでの1年間はハングリーさに欠けてしまい、まるで観光客気分で臨んでしまった」と反省の弁を述べている。
2003年1月15日までにMLB球団から声がかからなかった場合は横浜復帰を希望していたが、同年就任した新監督の山下大輔は、当時37歳の小宮山が加入すると田﨑昌弘などの「若い選手に経験を積ませられなくなる」との理由から獲得を考えておらず、球団社長大堀隆も1月15日に小宮山へ「山下監督の戦力構想に入っていないため、獲得できない」と伝えたため横浜復帰を断念した。
アメリカ球界で先発として契約できなければ現役を引退する意向を明らかにしたが、その後も現役続行を希望し、「現役投手」の肩書きで野球評論家を務めながら現役復帰を目指してトレーニングを続けた。
なお、同シーズン中にはトレード期限（6月）までにNPBの複数球団から獲得の打診があったが、同年11月30日までに横浜以外のNPB球団で復帰すると獲得球団が横浜へ補償金（1億7500万円）を支払わなければならなかった事情もあり、同シーズン中は国内球団との契約には至らなかった。

### ロッテ時代後期 (2004-2009)
2003年オフには山本に代わり、バレンタインがロッテ監督に再就任したことに加え、横浜からのFA移籍から2年が経過した12月1日以降は横浜への補償金支払いが必要なくなったため、ロッテは小宮山に選手契約を打診した。これを受けて12月1日に年俸4000万円（契約金なし）でロッテと1年契約を締結し、1999年以来となるロッテ復帰を果たした。背番号は前回のロッテ時代と同じ14。
2004年は先発で3勝4敗と往年の活躍を見せることはできなかった。
2005年は中継ぎに転向し、ベテランになりながらも自ら敗戦処理も買って出た。23試合に登板し、チーム31年ぶりとなるリーグ優勝（シーズン勝率は2位、プレーオフで勝利）・日本一を支える。また、アジアシリーズでは中国代表のチャイナスターズ戦に2番手で登板し、5回を3安打無失点で抑え勝利投手となった。
なお、2005年以降は自軍が大量リードされている展開でのロングリリーフが中心となった。これはバレンタインの｢将来性のある若い投手に敗戦処理をさせても意味がない」との持論が反映されたものであった。このような起用法に、自身のプライドから異を唱えるベテラン投手もいる中で、小宮山は自分の役目を淡々と担っていた。敗戦処理だけでなく、延長戦など緊迫した場面を任されることも多かったが、これも「若い投手がサヨナラ負けで大きなショックを受けてしまうのは良いことではない」という監督の持論によるものであった。
2006年は24試合に登板し、防御率4.63の成績だった。
2007年4月21日の対東北楽天ゴールデンイーグルス戦に5回途中から登板して好リリーフを見せ、3年ぶりとなる白星を挙げた。続く24日の対北海道日本ハムファイターズ戦（22日は雨天中止、23日は試合なし）では7回二死満塁、同点に追いつかれた場面で登板し、3球でアウトを奪う。8回には自軍が逆転し、わずか3球で2試合連続の勝利投手となった。40代の投手が2試合連続で勝利投手となったのは、59年ぶり2人目（2リーグ制以降では史上初）という珍記録だった。自己最多となる41試合に登板。吉井理人が現役引退したことから、パシフィック・リーグ最年長投手となった。
2008年は33試合に登板するも防御率5点台と安定感を欠いた。
2009年は中日ドラゴンズの山本昌が持つ最年長セーブ記録の更新を（半分冗談ながら）目標に掲げ臨む。しかし、早々に1勝を挙げたものの防御率10点台と低迷、5月に二軍落ちとなった。そして9月20日、シーズン終了を以ての引退を表明した。球団はコーチの席を用意して慰留したが「外部から野球界に貢献したい」と辞退し退団が決定。10月6日、千葉マリンスタジアム最終戦の対東北楽天ゴールデンイーグルス戦が引退試合となり、5-2で迎えた9回表二死走者二塁で登板し、代打セギノールを右飛に打ち取り試合終了。2009年当時としては史上最年長記録（44歳21日）となるセーブを、たった1球で達成（パ・リーグ史上24人目、26例目）し、現役生活を締めくくった。試合はバレンタインの日本での最終試合でもあり、まさにボビー・バレンタインと共に歩んだ野球人生だったと評された。試合後、雨が降りしきる中でバレンタイン監督の退任式に先立っての引退セレモニーが行われた。
11月23日、ザ・プリンスパークタワー東京（コンベンションホール）で開催されたチャリティフォーラム 「ありがとう ボビー・バレンタインさん 小宮山 悟さん 〜We Love Baseball〜」において、史上最年長セーブ記録を達成し2009年最後の登板となった試合で着用した帽子、ユニフォーム上下、グラブに「史上最年長セーブ記録達成、2009年10月6日」と書き加え、チャリティに提供した。

### 現役引退後
2006年に早稲田大学大学院スポーツ科学研究科に入学し、投球フォームに関するバイオメカニクスを専攻。学生とプロ選手の二足の草鞋を履いた。2008年に修士号を取得。学位論文は「野球競技におけるゲーム分析結果の試合への活用方法」。
2010年からは野球解説者として活動し、テレビ東京（2011年まで）、J SPORTS（2011年から2012年まで）、 FOX SPORTS ジャパン（2013年から）、NHK BS1のメジャーリーグ中継（2012年から）、ゲームプロ野球スピリッツで解説を務めるほか、日刊スポーツの野球評論家も務めている。
2014年、日本プロサッカーリーグ（Jリーグ）理事（非常勤）に就任。
同級生のプロ野球選手・コーチ・スタッフで構成する「プロ野球昭和40年会」のメンバー。オフには古田敦也、吉井理人、仲田幸司、山本昌、香田勲男、星野伸之ら40年会メンバーと、中村紀洋、小笠原道大、三浦大輔らをメンバーとする「プロ野球昭和48年会」と合同でイベントを行っている。

### 大学野球指導者へ
2019年1月1日付で、母校の早稲田大学野球部監督に就任。
2020年11月8日、主将でエースの早川隆久を擁し、勝った方が優勝という早慶戦で慶應義塾大学を下し、10シーズン（５年）ぶりの東京六大学野球秋季リーグ優勝を達成。勝利監督インタビューでは、インタビュアーが｢10年ぶりの優勝｣と誤った質問をしようとしたのを遮り｢5年ぶりですね。10シーズンなんで｣と冷静に訂正したが、師と仰ぐ石井連藏の野球殿堂入りと同じ年に優勝できたことについて問われると一気に感極まり、涙を流した。

## 選手としての特徴
投手としては非常に多彩な球種を持つ部類に入る。ストレートは140km/h以下で決して速くはないが、非常に器用な投手であり、後述の「シェイク」をはじめ、スライダー、カーブ、スプリッター、チェンジアップ、カットボール、シンカー、シュートなど、ほぼ全球種を平均よりも高い水準で使いこなす。「（ナックル以外の球種は）投げようと思えばすぐに投げることができた」と、シェイク開発のエピソードを語る際にコメントを残している。
このように器用な投手であり、非常に多様な球種をもちつつ、制球力も非常に優れており、両者が噛み合うときは相手チームがどのような強力打線であっても、緩急巧みに翻弄する鮮やかなピッチングを見せた。しかし投球にややムラがあるのが最大の難点であり、制球がたまに混乱し、力押しのピッチングとなると下位打線にも打ち込まれることも少なくなかった。また、「実はスライダーには自信がなかった」とNHKの取材に述懐している。このように、豊富な球種とコントロールで打者を打ち取る投手というイメージが強いが、プロ入りして4～5年ほどは荒れ球の速球を武器としていたタイプで、球速も140km/h半ばから後半までは常時計測していた。
「投げる精密機械」「ミスター・コントロール」という呼び名が付くほどの制球力を持ち合わせているが、小宮山自身は自分の事を制球力はかなりアバウトで、性格も完璧を求めるように見えて及第点を低く設定していたりざっくばらんなところがあると語っている。
ロッテに復帰した2004年は先発だったが、2005年から中継ぎに転向した。中継ぎ転向後は安定感抜群といえるほどの投球内容ではなかったが、敗戦処理を自ら買って出るなどプライドを捨ててでもチームに貢献しようとする姿勢を見せた。
イチローが「最も打ち崩したい頭脳派投手として小宮山さん」と高く評価していた。

### 魔球「シェイク」
2005年に新魔球「シェイク」を開発した。シェイクはボールを人差し指と中指の2本の指ではさみ、通常の投球フォームとは明らかに違う、球を押し出すようなフォームで投げる。フォームが違うことや揺れることはナックルに類似するが、球速が80km/h程度まで抑えられている。当時の監督、ボビー・バレンタインは、「誰もあの球は打てないだろう。スネークのようにシェイクする。左右だけでなく、前後にも動くようだ。振ろうとするとタイミングが違うので腰を痛める」と、ナックルとは違い、独特な変化をすると証言している。
交流戦では古田敦也がこの球を空振りした。2006年には日高剛に対し4球連続でシェイクを投じ空振り三振に仕留め、球場を湧かせた。このシェイクは、千葉マリンスタジアム特有の浜風で揺れていると言われることがあるが、2005年の2月21日の鹿児島キャンプで、シェイクを原井和也に使用し、捕邪飛に打ち取っている。また、同日、里崎智也からも空振りを奪っている。
しかし、独特の握りをすることから、投げ損じることもしばしばあり、2005年のシーズン中、投げ損じたシェイクがど真ん中のスローボールとなり、西武の中村剛也に痛烈な本塁打を打たれが、後に「揺れなかったのでアレはシェイクではない」と語っている。
2006年、シェイクと同じフォームからおよそ110km/hの速球を投げ込む「フェイク」を開発している。これは、ゆったりとした独特の投球動作で打者にはシェイクを投げることを予感させながら、異なる球種で投げるという投法である。メディアに「フェイク」と取り上げられる前に、この投法で西武の和田一浩から三振を奪っている。
2007年シーズンは投球練習では披露することは多々あったものの、実戦では6月14日に一度使用したのみ。シェイクは大差が付いた試合でファンに披露するいわゆるサービスボールであり、2007年は緊迫した場面で登板する場面が多かったからだと言われている。
2008年8月27日の対日本ハム戦、9回表0-1ビハインドの場面において飯山裕志に、流れを変えようと2球連続で使用したが、1球目こそそこそこ変化したが、2球目がど真ん中へのスローボールとなってしまい、痛烈な二塁打を打たれている。飯山は、自分にスローボールを意図されずに投げられたからか、二塁打を打った後の塁上で怒りの表情を見せていた。この場面は2008年の珍プレーとして取り上げられた。

## 詳細情報

### 年度別投手成績
| 年 度     | 球 団     | 登 板 | 先 発 | 完 投 | 完 封 | 無 四 球 | 勝 利 | 敗 戦 | セ 丨 ブ | ホ 丨 ル ド | 勝 率 | 打 者 | 投 球 回 | 被 安 打 | 被 本 塁 打 | 与 四 球 | 敬 遠 | 与 死 球 | 奪 三 振 | 暴 投 | ボ 丨 ク | 失 点 | 自 責 点 | 防 御 率 | W H I P |
| --------- | --------- | ----- | ----- | ----- | ----- | -------- | ----- | ----- | -------- | ----------- | ----- | ----- | -------- | -------- | ----------- | -------- | ----- | -------- | -------- | ----- | -------- | ----- | -------- | -------- | ------- |
| 1990      | ロッテ    | 30    | 22    | 6     | 2     | 0        | 6     | 10    | 2        | --          | .375  | 714   | 170.2    | 159      | 22          | 63       | 3     | 4        | 126      | 5     | 0        | 70    | 62       | 3.27     | 1.30    |
| 1991      | ロッテ    | 29    | 28    | 15    | 1     | 0        | 10    | 16    | 0        | --          | .385  | 918   | 212.0    | 219      | 28          | 80       | 1     | 5        | 130      | 3     | 0        | 104   | 93       | 3.95     | 1.41    |
| 1992      | ロッテ    | 29    | 25    | 9     | 1     | 0        | 8     | 15    | 0        | --          | .348  | 755   | 172.2    | 187      | 11          | 64       | 0     | 6        | 124      | 3     | 0        | 86    | 76       | 3.96     | 1.45    |
| 1993      | ロッテ    | 27    | 27    | 14    | 0     | 0        | 12    | 14    | 0        | --          | .462  | 864   | 204.1    | 193      | 14          | 71       | 3     | 12       | 160      | 6     | 0        | 90    | 78       | 3.44     | 1.29    |
| 1994      | ロッテ    | 14    | 14    | 3     | 2     | 0        | 3     | 9     | 0        | --          | .250  | 359   | 85.0     | 81       | 10          | 28       | 2     | 3        | 67       | 3     | 0        | 48    | 40       | 4.24     | 1.28    |
| 1995      | ロッテ    | 25    | 25    | 6     | 1     | 0        | 11    | 4     | 0        | --          | .733  | 753   | 187.0    | 150      | 11          | 53       | 2     | 5        | 169      | 2     | 0        | 60    | 54       | 2.60     | 1.09    |
| 1996      | ロッテ    | 25    | 25    | 2     | 0     | 1        | 8     | 13    | 0        | --          | .381  | 680   | 154.2    | 192      | 17          | 39       | 2     | 5        | 90       | 4     | 0        | 86    | 78       | 4.54     | 1.49    |
| 1997      | ロッテ    | 27    | 27    | 3     | 2     | 1        | 11    | 9     | 0        | --          | .550  | 766   | 187.2    | 186      | 8           | 30       | 2     | 2        | 130      | 7     | 0        | 62    | 52       | 2.49     | 1.15    |
| 1998      | ロッテ    | 27    | 27    | 10    | 2     | 3        | 11    | 12    | 0        | --          | .478  | 836   | 201.2    | 224      | 20          | 27       | 1     | 5        | 126      | 2     | 1        | 101   | 80       | 3.57     | 1.24    |
| 1999      | ロッテ    | 21    | 21    | 4     | 0     | 2        | 7     | 10    | 0        | --          | .412  | 593   | 141.2    | 158      | 19          | 15       | 2     | 1        | 96       | 3     | 0        | 74    | 64       | 4.07     | 1.22    |
| 2000      | 横浜      | 26    | 24    | 5     | 3     | 3        | 8     | 11    | 0        | --          | .421  | 672   | 161.1    | 166      | 24          | 37       | 2     | 0        | 108      | 3     | 0        | 72    | 71       | 3.96     | 1.26    |
| 2001      | 横浜      | 24    | 24    | 6     | 3     | 1        | 12    | 9     | 0        | --          | .571  | 612   | 148.2    | 150      | 9           | 30       | 1     | 8        | 74       | 2     | 0        | 55    | 50       | 3.03     | 1.21    |
| 2002      | NYM       | 25    | 0     | 0     | 0     | 0        | 0     | 3     | 0        | 0           | .000  | 194   | 43.1     | 53       | 7           | 12       | 4     | 3        | 33       | 1     | 0        | 29    | 27       | 5.61     | 1.50    |
| 2004      | ロッテ    | 18    | 14    | 0     | 0     | 0        | 3     | 4     | 0        | --          | .429  | 349   | 81.0     | 95       | 15          | 21       | 2     | 4        | 47       | 1     | 1        | 49    | 47       | 5.22     | 1.43    |
| 2005      | ロッテ    | 23    | 0     | 0     | 0     | 0        | 0     | 0     | 1        | 1           | ----  | 176   | 40.1     | 52       | 5           | 5        | 0     | 0        | 22       | 0     | 0        | 20    | 17       | 3.79     | 1.41    |
| 2006      | ロッテ    | 24    | 0     | 0     | 0     | 0        | 0     | 2     | 0        | 0           | .000  | 144   | 35.0     | 40       | 2           | 6        | 1     | 0        | 15       | 0     | 0        | 18    | 18       | 4.63     | 1.31    |
| 2007      | ロッテ    | 41    | 0     | 0     | 0     | 0        | 3     | 1     | 0        | 3           | .750  | 241   | 56.1     | 65       | 2           | 12       | 3     | 2        | 24       | 1     | 0        | 29    | 25       | 3.99     | 1.37    |
| 2008      | ロッテ    | 33    | 1     | 0     | 0     | 0        | 3     | 2     | 0        | 2           | .600  | 174   | 39.1     | 48       | 5           | 9        | 2     | 2        | 18       | 0     | 0        | 29    | 25       | 5.72     | 1.45    |
| 2009      | ロッテ    | 12    | 0     | 0     | 0     | 0        | 1     | 0     | 1        | 1           | 1.000 | 67    | 13.2     | 24       | 2           | 1        | 0     | 2        | 7        | 0     | 0        | 15    | 15       | 9.88     | 1.83    |
| NPB：18年 | NPB：18年 | 455   | 304   | 83    | 17    | 11       | 117   | 141   | 4        | 7           | .453  | 9673  | 2293.0   | 2389     | 224         | 591      | 29    | 66       | 1533     | 45    | 2        | 1068  | 945      | 3.71     | 1.30    |
| MLB：1年  | MLB：1年  | 25    | 0     | 0     | 0     | 0        | 0     | 3     | 0        | 0           | .000  | 194   | 43.1     | 53       | 7           | 12       | 4     | 3        | 33       | 1     | 0        | 29    | 27       | 5.61     | 1.50    |

- 各年度の太字はリーグ最高

### 年度別守備成績
| 年 度 | 球 団  | 投手（P） | 投手（P） | 投手（P） | 投手（P） | 投手（P） | 投手（P） |
| 年 度 | 球 団  | 試 合     | 刺 殺     | 補 殺     | 失 策     | 併 殺     | 守 備 率  |
| ----- | ------ | --------- | --------- | --------- | --------- | --------- | --------- |
| 1990  | ロッテ | 30        | 5         | 37        | 2         | 5         | .955      |
| 1991  | ロッテ | 29        | 11        | 37        | 3         | 2         | .941      |
| 1992  | ロッテ | 29        | 13        | 33        | 0         | 5         | 1.000     |
| 1993  | ロッテ | 27        | 19        | 41        | 2         | 7         | .968      |
| 1994  | ロッテ | 14        | 13        | 15        | 0         | 1         | 1.000     |
| 1995  | ロッテ | 25        | 9         | 36        | 2         | 3         | .957      |
| 1996  | ロッテ | 25        | 9         | 24        | 4         | 2         | .892      |
| 1997  | ロッテ | 27        | 16        | 34        | 3         | 4         | .943      |
| 1998  | ロッテ | 27        | 6         | 30        | 4         | 1         | .900      |
| 1999  | ロッテ | 21        | 5         | 33        | 1         | 1         | .974      |
| 2000  | 横浜   | 26        | 6         | 22        | 2         | 2         | .933      |
| 2001  | 横浜   | 24        | 7         | 29        | 1         | 6         | .973      |
| 2002  | NYM    | 25        | 3         | 1         | 0         | 0         | 1.000     |
| 2004  | ロッテ | 18        | 4         | 14        | 0         | 2         | 1.000     |
| 2005  | ロッテ | 23        | 1         | 3         | 0         | 0         | 1.000     |
| 2006  | ロッテ | 24        | 0         | 4         | 0         | 0         | 1.000     |
| 2007  | ロッテ | 41        | 0         | 7         | 1         | 0         | .875      |
| 2008  | ロッテ | 33        | 1         | 9         | 2         | 1         | .833      |
| 2009  | ロッテ | 12        | 0         | 0         | 0         | 0         | ----      |
| NPB   | NPB    | 455       | 125       | 408       | 27        | 42        | .952      |
| MLB   | MLB    | 25        | 3         | 1         | 0         | 0         | 1.000     |

### タイトル
- 最優秀防御率：1回（1997年）

### 表彰
- 月間MVP：4回（1990年9月、1993年4月、1997年8月、1998年4月）
- 優秀JCB・MEP賞：1回（2001年）
- 日本メガネベストドレッサー賞（1996年）

### 記録
初記録（投手記録）
- 初登板：1990年4月12日、対日本ハムファイターズ3回戦（東京ドーム）、5回裏に2番手で救援登板・完了、4回無失点
- 初奪三振：同上、6回裏に中島輝士から
- 初先発：1990年4月19日、対西武ライオンズ1回戦（西武ライオンズ球場）、3回1/3を3失点
- 初セーブ：1990年4月24日、対福岡ダイエーホークス1回戦（川崎球場）、6回表二死に2番手で救援登板・完了、3回1/3を1失点
- 初勝利：1990年5月2日、対近鉄バファローズ3回戦（藤井寺球場）、7回裏二死に2番手で救援登板・完了、2回1/3を無失点
- 初先発勝利：1990年5月22日、対オリックス・ブレーブス5回戦（阪急西宮球場）、8回2/3を2失点
- 初完投勝利：1990年7月5日、対日本ハムファイターズ14回戦（東京ドーム）、9回3失点
- 初完封勝利：1990年9月29日、対西武ライオンズ22回戦（川崎球場）
- 初ホールド：2005年6月11日、対中日ドラゴンズ5回戦（ナゴヤドーム）、5回裏に3番手で救援登板、2回1失点

初記録（打撃記録）
- 初打点：2000年5月10日、対読売ジャイアンツ6回戦（横浜スタジアム）、5回裏に桑田真澄から中犠飛
- 初安打：同上、6回裏に桑田真澄から右前適時打

節目の記録
- 1000投球回：1995年9月4日、対オリックス・ブルーウェーブ23回戦（千葉マリンスタジアム） ※史上265人目
- 1000奪三振：1998年4月4日、対近鉄バファローズ1回戦（大阪ドーム）、4回裏に山本和範から ※史上101人目
- 1500投球回：1998年7月15日、対福岡ダイエーホークス14回戦（千葉マリンスタジアム） ※史上144人目
- 100勝：2001年7月8日、対読売ジャイアンツ18回戦（横浜スタジアム）、先発で8回2失点 ※史上116人目
- 2000投球回：2001年9月15日、対阪神タイガース23回戦（阪神甲子園球場）、4回裏三死目に矢野輝弘を左飛で達成 ※史上81人目
- 1500奪三振：2007年8月29日、対西武ライオンズ19回戦（グッドウィルドーム）、7回裏に中島裕之から ※史上49人目

その他の記録
- 開幕から6試合連続完投勝利（1993年4月10日 - 5月13日） ※NPB記録
- 1球セーブ：2009年10月6日、対東北楽天ゴールデンイーグルス23回戦（千葉マリンスタジアム）、9回表二死二塁でフェルナンド・セギノールを右飛で達成 ※パ・リーグ史上24人目
- 最年長セーブ：同上（44歳0か月） ※当時のNPB記録（2014年に斉藤隆が更新）
- 開幕投手：7回（1991 - 1994年、1997年、1998年、2001年）
- オールスターゲーム出場：7回（1991年、1993年、1995年、1997年 - 2000年）
- 日米野球出場：3回（1990年、1996年、1998年）

### 背番号
- 14（1990年 - 1999年、2004年 - 2009年）
- 27（2000年 - 2001年）
- 17（2002年）

## 関連情報

### 出演番組
- NHKプロ野球（2003年にゲスト解説として出演）
  - NHKメジャーリーグ中継（2012年から）
  - ワールドスポーツMLB（2013年、大リーグコメンテーター）
- neo sports（テレビ東京・TXN系列他）（2010年1月30日 - 2011年12月24日）
- S☆1（TBS、2010年4月4日、大リーグ解説担当「S☆1ファミリー」会員No.14）
- メジャーリーグ中継 (J SPORTS)（J SPORTSのメジャーリーグベースボール中継、2010年から）
- 東京六大学野球（スカイ・A sports+　春季、秋季リーグ戦）（2010年から）
- 全力闘球（テレビ東京系列のプロ野球中継、2010年6月1日の千葉ロッテvs巨人戦）
- BS12 プロ野球中継（2011年 - ）
- FOX SPORTS ジャパンBASEBALL CENTER（2013年 - ）
- J SPORTS STADIUM（ロッテ戦）（2011年 - 2012年）
- スーパーベースボール（BS朝日のプロ野球中継）
  - 2011年8月5日　広島東洋カープvs読売ジャイアンツ戦
  - 2011年8月7日　広島東洋カープvs読売ジャイアンツ戦（この試合は地上波・広島ホームテレビでも同時放送された。）
- 有田P おもてなす（2018年10月20日、NHK）

### 出演ゲーム
- プロ野球スピリッツシリーズ（コナミデジタルエンタテインメント） - いずれも投手解説として声の出演
  - プロ野球スピリッツ2013
  - プロ野球スピリッツ2014
  - プロ野球スピリッツ2015
  - プロ野球スピリッツA
  - プロ野球スピリッツ2019
  - eBASEBALLプロ野球スピリッツ2021 グランドスラム

### 著書
- 『成功をつかむ24時間の使い方』（2010年3月：ぴあ） ISBN 978-4-8356-1755-8
- 『「まわり道」の効用--画期的「浪人のすすめ」』（2010年9月：講談社） ISBN 978-4-06-272677-1
- 清宮克幸（共編）『選手の心を動かす監督の言葉』（2010年11月：ぴあ） ISBN 978-4-8356-1776-3
- 『天才なのに消える人 凡才だけど生き残る人』（2012年8月：フォレスト出版） ISBN 978-4-89451-866-7
- 木場克己（共編）『「野球力」を上げるトレーニングメソッド』（2015年7月：カンゼン） ISBN 978-4-86255-308-9
- 『日本人投手がメジャーで故障する理由』（2015年9月：双葉社） ISBN 978-4-575-30945-4
- 『最強チームは掛け算でつくる』（2016年7月：ベストセラーズ） ISBN 978-4-584-13732-1